# Syn (film, 2002)
Syn (v originále Le Fils) je francouzsko-belgický hraný film z roku 2002, který režírovali bratři Dardenneové podle vlastního scénáře. Snímek měl světovou premiéru na filmovém festivalu v Cannes dne 23. května 2002.

## Děj
Olivier je instruktorem tesařství v centru sociální rehabilitace. Jednoho dne ho ředitelka požádá, aby se ujal teenagera Francise, který je podroben výchovným opatřením, aby se naučil pracovat se dřevem. Olivier odmítne s tvrzením, že už má příliš mnoho učňů. Mladík je poté poslán do svářečské dílny. Olivier ho posléze začne sledovat a nenápadně pozorovat a nakonec ho přijme jako učně. Mezi mistrem a jeho nic netušícím učedníkem se vznáší temné tajemství minulosti.

## Obsazení
| Olivier Gourmet  | Olivier          |
| Morgan Marinne   | Francis          |
| Isabella Soupart | Magali           |
| Rémy Renaud      | Philippo         |
| Nassim Hassaïni  | Omar             |
| Kevin Leroy      | Raoul            |
| Félicien Pitsaer | Steve            |
| Annette Closset  | ředitelka centra |
| Fabian Marnette  | Rino             |
| Jimmy Deloof     | Dany             |
| Anne Gérard      | Danyho matka     |

## Ocenění
- Cena Josepha Plateaua
- Filmový festival Cannes: Cena pro nejlepšího herce (Olivier Gourmet)
- Cena André Cavense od Unie filmových kritiků pro nejlepší belgický film